# Scandola naturreservat
Scandola naturreservat (19,19 km²: 9,19 km² land; 10  km² vatten) grundades i december 1975 och ligger på Korsika inom Korsika regionpark. Parken och reservatet blev ett världsarv 1983.
Reservatet har två sektorer, Elpa Nerabukten och Scandolahalvön. De spetsiga klipporna har många grottor och flankeras av mängder av högar och närapå onåbara småöar och småvikar såsom Tuara. Kustlinjen är också känd för sina röda klippor, några 900 meter höga, sandstränder och uddar.

## Klimat
Medelhavsklimat, med varma, torra somrar.

## Skydd
1930 infördes en lag som förhindrar förstörelse eller förändring inom Korsikas regionpark. Scandola naturreservat är strikt skyddat för att återställa området till dess naturliga tillstånd.

## Referenser

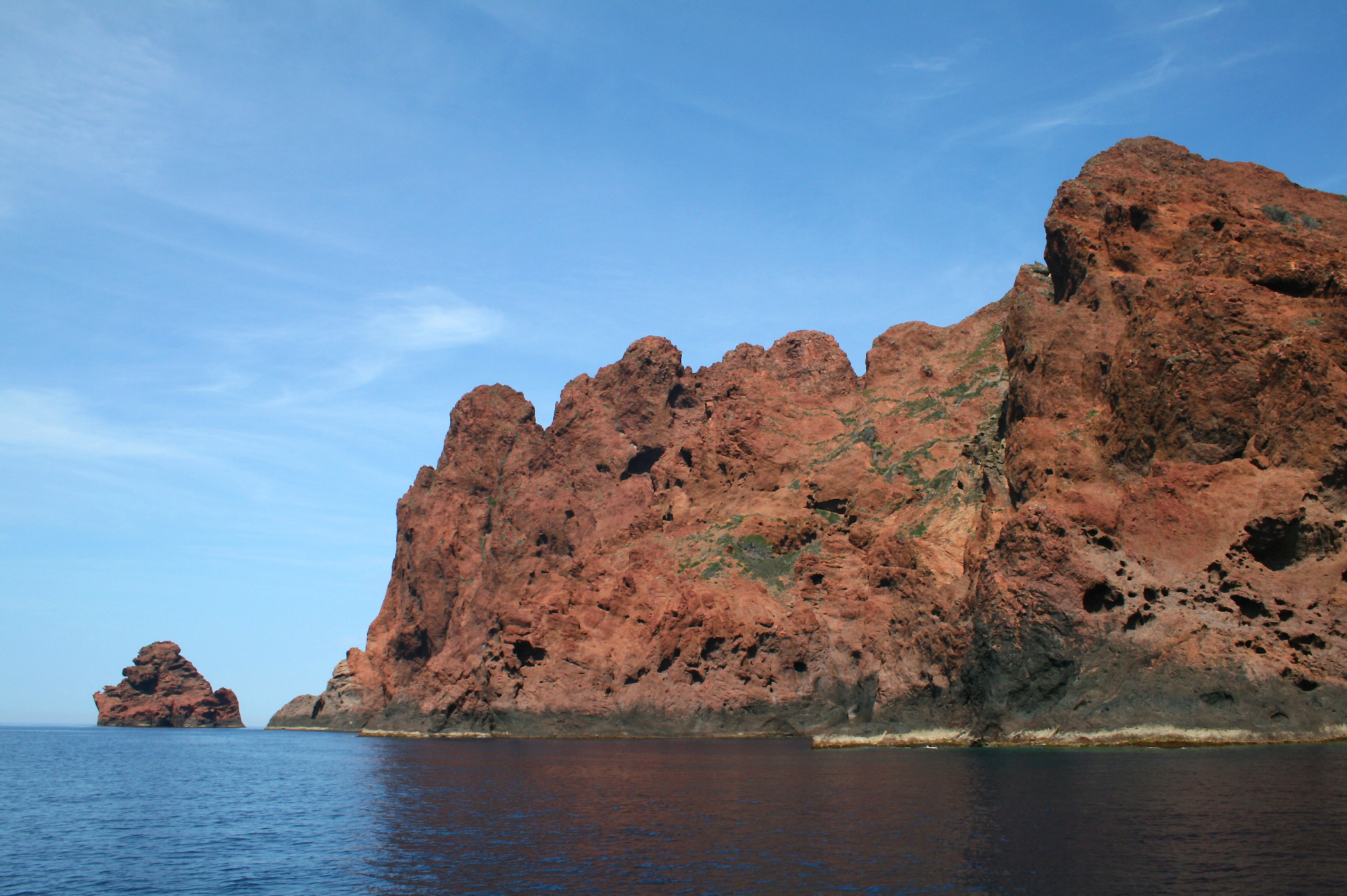
Ön Gargalo och Palazzublock.
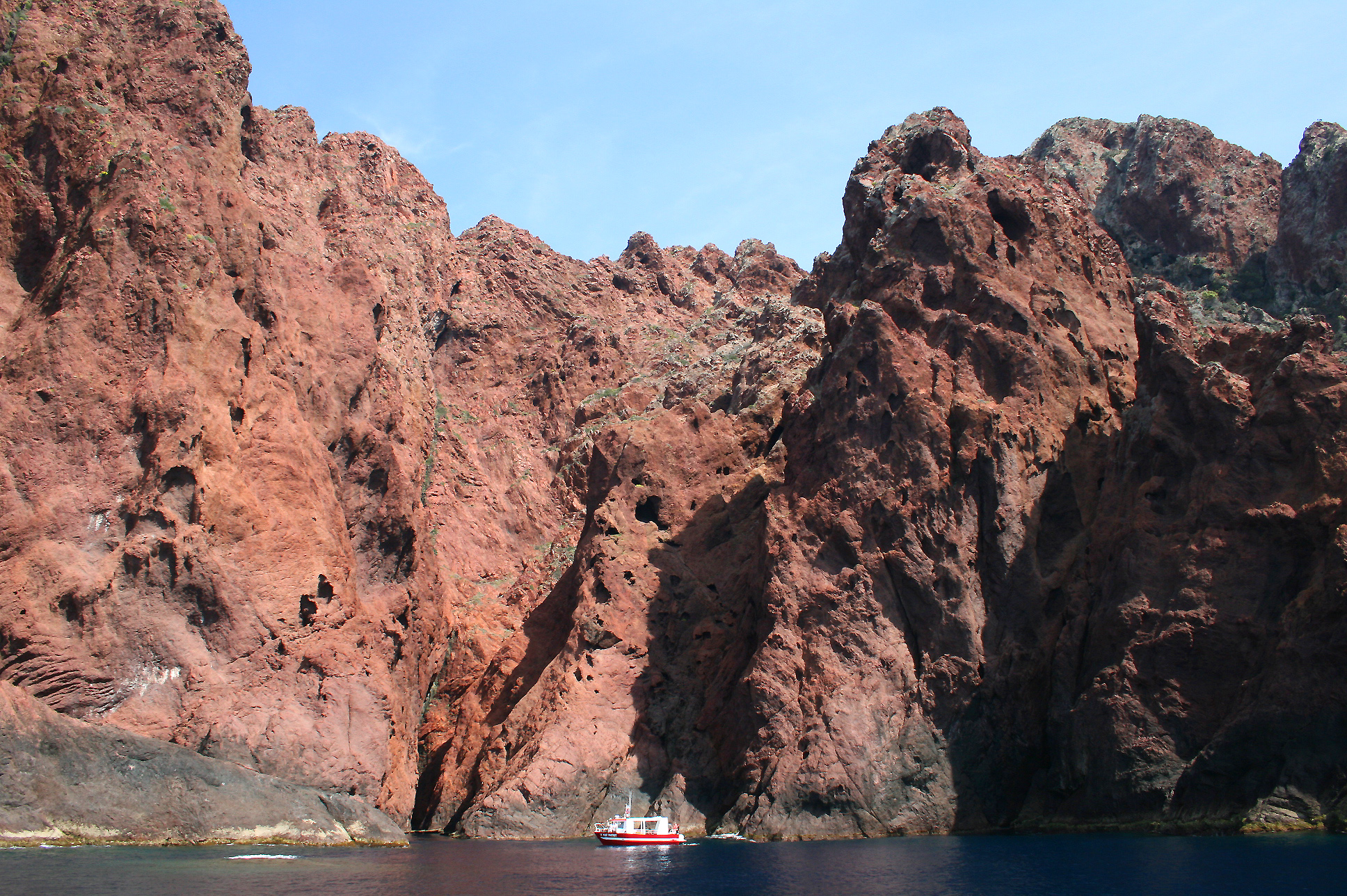
Röd ryolit.
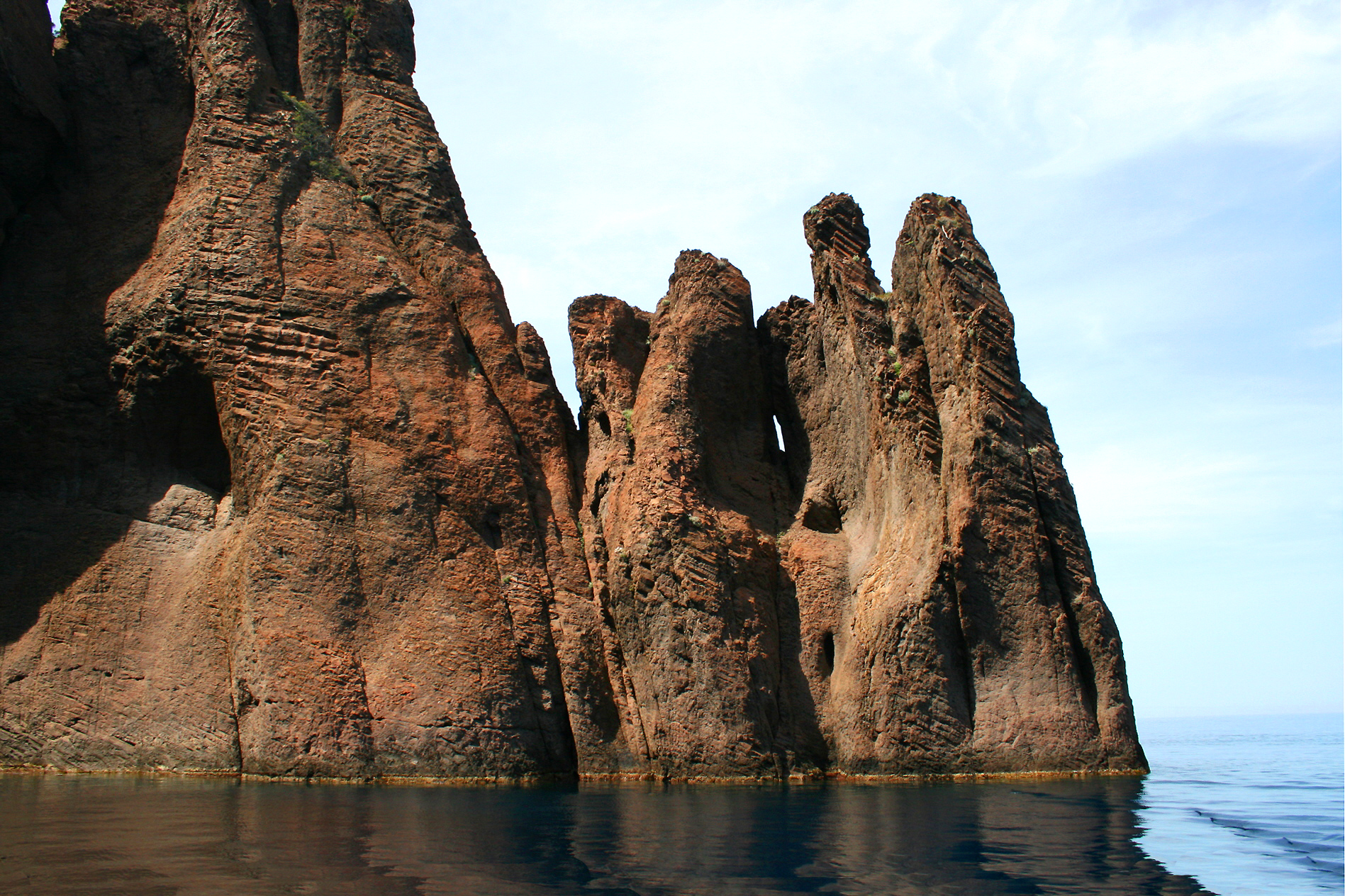
Röda ryolitklippor.